# Wojciech Chełmicki
Wojciech Chełmicki (ur. 29 listopada 1952 w Gnieźnie, zm. 1 października 2011 w Luksemburgu) – polski hydrolog, nauczyciel akademicki, profesor zwyczajny.

## Życiorys
Ukończył IX Liceum Ogólnokształcące im. Jana Kawalca w Katowicach. Studiował geografię na Uniwersytecie Jagiellońskim w latach 1971–1975; studia ukończył z wyróżnieniem, uzyskał stopień magistra na podstawie pracy pt. Porównanie metod wydzielania odpływu podziemnego na przykładzie dorzecza górnego Dunajca, jego promotorką była prof. Irena Dynowska. Po studiach pracował  jako asystent-stażysta w Zakładzie Hydrografii (dzisiejszy Zakład Hydrologii) Uniwersytetu Jagiellońskiego, który wówczas prowadziła jego promotorka. Odbył trzy ekspedycje naukowe do Mongolii w latach 1976–1978, czego rezultatem była jego praca doktorska pt. Obieg wody w stepowej strefie Mongolii – stopień doktora nauk geograficznych uzyskał w 1982 roku. Habilitował się 11 maja 1993 roku w dziedzinie nauk o Ziemi (dyscyplina: geografia) na podstawie pracy pt. Reżim płytkich wód podziemnych w Polsce na wydziale Nauk o Ziemi Uniwersytetu Jagiellońskiego. 20 sierpnia 2002 roku otrzymał tytuł profesora nauk o Ziemi. Pełnił funkcję kierownika Zakładu Hydrologii UJ od października 1995 roku; prowadził wykłady m.in. z hydrologii ogólnej. Kierował Stacją Naukową Instytutu Geografii i Gospodarki Przestrzennej UJ w Łazach w latach 1995–2001. Był Od redaktorem naczelnym czasopisma naukowego „Folia Geographica, series Geographia Physica” od 2006 roku. 
Był członkiem: International Association of Hydrological Sciences, Krajowej Rady Gospodarki Wodnej, Komisji Nauk Geograficznych Polskiej Akademii Nauk, Sekcji Hydrologii Komitetu Gospodarki Wodnej PAN, Komisji Hydrologicznej Polskiego Towarzystwa Geograficznego, Polskiego Towarzystwa Geofizycznego.
Zmarł w wyniku wypadku komunikacyjnego w Luksemburgu podczas podróży służbowej. Pochowano go na Cmentarzu Batowickim w Krakowie.

## Nagrody
- Nagroda Ministra Nauki i Szkolnictwa Wyższego[5]
- nagroda rektora Uniwersytetu Jagiellońskiego – kilkukrotnie[5]

## Dorobek naukowy
Poza hydrologią zajmował się również m.in. hydrogeologią, hydrochemią, geomorfologią, kartografią hydrologiczną (brał udział w tworzeniu Mapy Hydrograficznej Polski 1:50 000), ochroną środowiska. Napisał 170 pozycji naukowych, w tym 5 książek. Publikował m.in. w czasopismach: „Episodes”, „Geologica Acta”, „Groundwater”, „Petermanns Geographische Mitteilungen”, „Soil and Water Research”, „Water, Air, & Soil Pollution”.

### Główne publikacje
- Reżim płytkich wód podziemnych w Polsce (1991)
- Degradacja i ochrona wód, cz. 1: Jakość (1997)[5]
- (red.) The Carpathian Foothills Marginal Zone: Man and Environment (1998)
- Degradacja i ochrona wód, cz. 2: Zasoby (1999)[5]
- (red. z Joanną Pociask-Karteczką) Interdyscyplinarność w badaniach dorzecza (1999)
- (red. z Romanem Soją(inne języki)) Hydrologia karpacka z perspektywy końca XX wieku (1999)
- (red.) Przemiany środowiska na Pogórzu Karpackim, t. 1: Procesy, gospodarka, monitoring (2001)
- (red.) Źródła Wyżyny Krakowsko-Wieluńskiej i Miechowskiej. Zmiany w latach 1973–2000 (2001)
- Woda. Zasoby, degradacja, ochrona (2001) – podręcznik akademicki[5]
- (autor czterech rozdziałów) Zlewnia. Właściwości i procesy, red. J. Pociask-Karteczka (2003, wyd. II 2006) – podręcznik[5]